# M1A-35
M1A-35は、川崎重工業の船舶用ガスタービンエンジンである。

## 概要
川崎重工業は、護衛艦の主発電機として小型遠心圧縮機式M1A型ガスタービンを開発・製造してきた。電力要求の増大に対応するため、最大出力2,400kWと同形式では世界最大級のガスタービンエンジンを開発した。
実績のあるM1A型と同様、単純開放1軸式ガスタービンで、2段遠心式圧縮機、単筒缶形の燃焼室、3段軸流タービンと部品点数が少ない簡素な構造を採用し、低コストで維持管理ができるようにしている。大出力のガスタービンは高価な海外製品が護衛艦に採用されていたが、国産化により安価・短期間での整備が可能となった。また、最新の解析・設計・加工技術を利用して開発し、耐久試験などの実施により信頼性を高めている。
本機はひゅうが型護衛艦（各艦4基）とあきづき型護衛艦（各艦3基）に搭載された。
2011年11月、公益財団法人防衛調達基盤整備協会から防衛調達基盤整備協会賞を受賞。

## 諸元
仕様
- 型式：単純開放サイクル1軸
- 圧縮機：2段遠心
- 燃焼室：単筒缶形
- タービン：3段軸流

性能
| 要目                  | 値    |
| --------------------- | ----- |
| 最大出力（kW）        | 2,400 |
| 最大出力（馬力）      | 3,778 |
| 燃料消費率（g/Ps・h） | 257   |
| 空気流量（kg/s）      | 12.8  |
| 圧力比                | 10.7  |

## 搭載船舶
海上自衛隊
- ひゅうが型護衛艦[2]、あきづき型護衛艦[1][3]